# ایرون-نوتر-دام
ایرون-نوتر-دام (به فرانسوی: Airon-Notre-Dame) یک کمون در فرانسه است که در پا-دو-کاله واقع شده‌است.

## خصوصیات
ایرون-نوتر-دام ۵٫۰۵ کیلومترمربع مساحت و ۱۹۶ نفر جمعیت دارد و ۱۵ متر بالاتر از سطح دریا واقع شده‌است.